# IKBKG
O modulador essencial NF-kappa-B (NEMO) também conhecido como inibidor da subunidade gama da quinase do fator nuclear kappa-B (IKK-γ) é uma proteína que em humanos é codificada pelo gene IKBKG. NEMO é uma subunidade do complexo IκB quinase que ativa NF-κB. O gene humano para IKBKG está localizado no cromossomo Xq28. Múltiplas variantes de transcrição que codificam diferentes isoformas foram encontradas para este gene.
Os pesquisadores capturaram o momento em que uma proteína viral chamada Mpro, a principal protease do vírus SARS-CoV-2, corta a proteína protetora NEMO em um indivíduo infectado pelo vírus. Sem NEMO, o sistema imunológico é mais lento para reagir a cargas virais crescentes ou novas infecções. Compreender como o Mpro tem como alvo o NEMO no nível molecular pode fornecer novas estratégias de tratamento.

## Função
NEMO (IKK-γ) é a subunidade reguladora do complexo inibidor de IκB quinase (IKK), que ativa o NF-κB resultando na ativação de genes envolvidos na inflamação, imunidade, sobrevivência celular e outras vias.